# Petrovija
Petrovija (wł. Petrovia) – wieś w Chorwacji, w żupanii istryjskiej, w mieście Umag. W 2011 roku liczyła 467 mieszkańców.